# パーテック

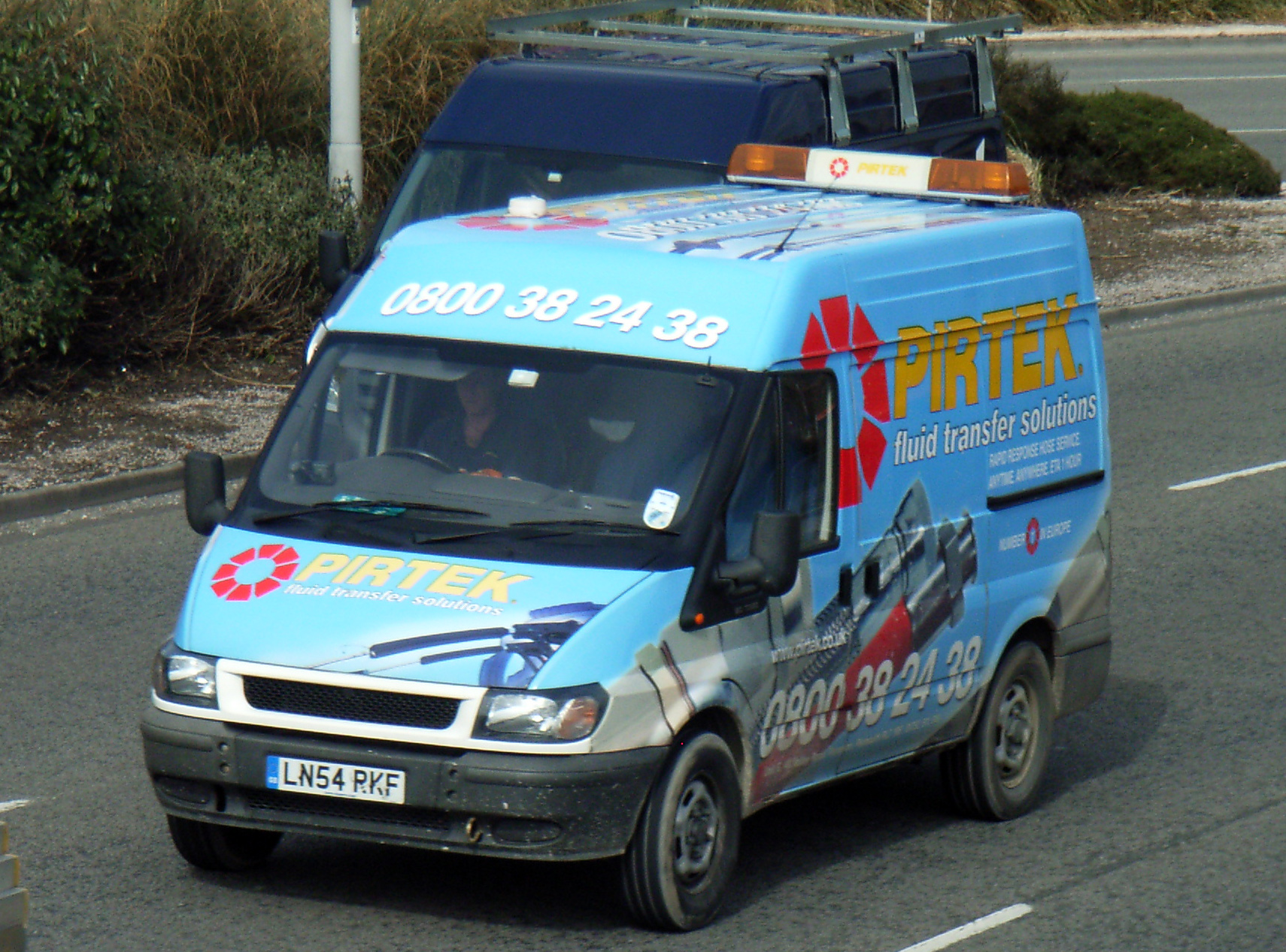
パーテックのフォード・トランジット（イギリス・プリマスにて。2009年3月）

パーテック(Pirtek)は、産業用配管システムを専門に提供する会社である。
1980年にピーター・ダンカン(Peter Duncan)によってオーストラリアで設立され、1988年にイギリス、1996年にアメリカに進出した。フランチャイズモデルで事業を展開している。ヨーロッパでは、イギリス、アイルランド、ドイツ、オーストリア、オランダ、ベルギー、スウェーデンに180のセンターと740の移動サービスユニットを有している。